# Walti Bräm Verlag
Der Walti Bräm Verlag ist ein Lehrmittelverlag mit Sitz in Pfäffikon. Der Verlag entwickelt, produziert und vertreibt Lehrmittel und Unterrichtshilfen für die Primarschule.  
Schwerpunkt des Verlags sind Lehrmittel und Materialien für den individualisierenden Unterricht. Daneben führt er didaktische Spiele, Bildmaterial, Audio-CDs und weiteres Zusatzmaterial für den Unterricht. Das Angebot wird durch ausgewählte Produkte anderer Anbieter ergänzt.

## Geschichte
Die 1925 gegründete Elementarlehrerkonferenz des Kantons Zürich (ELK) publizierte bereits in den ersten Jahren eigene Jahrbücher und Lehrmittel. Ein von Gründungspräsident Ernst Bleuler geschaffenes Rechenbüchlein durfte ab 1935 mit dem Einverständnis der Erziehungsdirektion im Unterricht verwendet werden. Im Jahre 1948 erschien im Verlag der Elementarlehrerkonferenz das von der Lehrerschaft begeistert aufgenommene Fibel "Roti Rösli im Garte" von Alice Hugelshofer.
1990 wurde kantonsweit die erste Werkstattbörse und Walti Bräm als professioneller Verlagsleiter eingestellt; nachdem der Verlag bisher immer im Nebenamt geführt worden war. Bräm baute den Verlag stark aus und professionalisierte ihn. Dabei kam ihm seine berufliche Erfahrung sowohl als Primarlehrer als auch als Typograph entgegen. Bräm war ausserdem als Kursleiter in der Lehrerfortbildung tätig. Der Verlag wuchs in dieser Zeit stark. Im Jahr 2002 lagerte der Vorstand der ELK die Verlagstätigkeit unter neuer Leitung eine Aktiengesellschaft aus, welche später verkauft wurde.
Ermuntert durch viele treue Kunden und Kursteilnehmer führt Walti Bräm seither seine Verlagstätigkeit als Einzelunternehmen unter eigenem Namen weiter.